# Enrique Burgos (baseball, 1965)
Pour les articles homonymes, voir Enrique Burgos et Burgos (homonymie).
Enrique Burgos Calles (né le 7 octobre 1965 à La Chorrera, Panama) est un lanceur gaucher de baseball qui joue professionnellement de 1983 à 2000, dont deux passages dans la Ligue majeure de baseball en 1993 et 1995.

## Carrière
Enrique Burgos signe son premier contrat professionnel en 1983 avec les Blue Jays de Toronto. Il joue ses 7 premières saisons professonnelles en ligues mineures avec des clubs affiliés aux Blue Jays avant de jouer au baseball à Taïwan durant trois ans, de 1990 à 1992,.
Mis sous contrat par les Royals de Kansas City, il fait avec eux ses débuts dans la Ligue majeure de baseball le 15 juillet 1993. Il dispute 10 matchs, tous comme lanceur de relève, dans le baseball majeur, les 5 premiers avec Kansas City en 1993 et les 5 suivants en 1995 pour les Giants de San Francisco. Ces derniers font son acquisition en avril 1995 en échange de Brett Cookson, un joueur de champ extérieur. En 13 manches et un tiers lancées au total dans les majeures, il réussit 18 retraits sur des prises mais accorde aussi 12 buts-sur-balles et 13 points, pour une moyenne de points mérités de 8,78. Sa seule décision est une défaite avec les Royals. 
Burgos retourne par la suite jouer à Taïwan et, après un bref passage en ligues mineures avec un club-école des Pirates de Pittsburgh de la MLB, il dispute en 2000 une dernière saison partagée entre les Acereros de Monclova et les Piratas de Campeche en Ligue mexicaine de baseball.